# Biochimica et Biophysica Acta – Reviews on Cancer
Biochimica et Biophysica Acta – Reviews on Cancer, abgekürzt Biochim. Biophys. Acta – Rev. Cancer, ist eine wissenschaftliche Fachzeitschrift, die vom Elsevier-Verlag veröffentlicht wird. Derzeit erscheint die Zeitschrift mit vier Ausgaben im Jahr. Es werden Übersichtsarbeiten zu neuen Entwicklungen der Krebsforschung veröffentlicht.
Der Impact Factor lag im Jahr 2016 bei 9,452. Nach der Statistik des ISI Web of Knowledge wird das Journal mit diesem Impact Factor in der Kategorie Biochemie und Molekularbiologie an 25. Stelle von 289 Zeitschriften, in der Kategorie Biophysik an dritter Stelle von 73 Zeitschriften und in der Kategorie Onkologie an 13. Stelle von 217 Zeitschriften geführt.